# シーオンの木6・C級トークRadio!
『シーオンの木６・C級トークRadio！』は、渋谷クロスFMをキーステーションにインターネット放送されているラジオ番組。アイドルグループのC;ON（シーオン）がパーソナリティを務める。
2021年2月11日から放送開始。2023年5月25日放送終了。

## 概要
2021年2月11日から放送開始されたインターネットラジオ番組。スタジオの公開生放送とインターネット映像配信を行い、リスナーからのお便りとフリートークを中心にC;ONやゲスト出演者と進行する50分番組。

## 放送回
| #  | 放送日         | 出演                           | ゲスト出演                                                 | トークテーマ | 放送した楽曲 | お便り投稿者 |
| -- | -------------- | ------------------------------ | ---------------------------------------------------------- | --- | --- | --- |
| 1  | 2021年2月11日  | C;ON                           | —                                                          | - ワンマンライブの振り返り - 新衣装、ライブのトラブル - メンバー自己紹介 | - My yard/C;ON - Masquerlady/C;ON - 等身大ガール/C;ON                                                                         | — |
| 2  | 2021年2月25日  | C;ON（栞音、聖奈、杏実）       | Teen's Heaven                                              | - 杏実、大学生活 - ゲストのインタビュー - 緊張をほぐす方法 - アイドルをしていなかったら何になっていた？                                                                             | - Buzzer Beater/C;ON - これから始まるエトセトラ/Teen's Heaven - Little Hero In Your Heart/Teen's Heaven                       | - 絹井まっすー |
| 3  | 2021年3月11日  | C;ON（栞音、佳子）             | STRAY SHEEP CLAYMORE                                       | - うどん - 佳子、英語を本気でやる - 愛佳、中学の卒業式 - ゲストのインタビュー - 褒められた時の返答                                                                                  | - into U./C;ON - HELLO/STRAY SHEEP CLAYMORE - STRAY SHEEP CLAYMORE/STRAY SHEEP CLAYMOR                                        | - マルジュウ |
| 4  | 2021年3月25日  | C;ON（栞音、愛佳、聖奈、佳子） | —                                                          | - はじめての福岡遠征 - ライブを演者の目線でみる - PCで作曲 - 中学の思い出、あたらしい制服 - 最近読んだ書籍 - ラジオ放送でやりたいこと - 桜の季節の曲 - 誕生日プレゼントにほしいもの | - Bambina!!/C;ON - 垂涎の的/C;ON - Buzzer Beater/C;ON                                                                         | - ナルホド2100 - ウォーリア - ジー                                                                                                |
| 5  | 2021年4月8日   | C;ON                           | —                                                          | - メンバーカラーを紹介 - 杏実の正式加入 - 新曲「MI AMOORE」のアレンジ - 日記をかく - 腹筋 - 美容針 - 中学生の頃の音楽活動 - ユニット活動の経緯 - 歌割りの交換                       | - My yard/C;ON - MI AMOORE/C;ON - Bambina!!/C;ON                                                                              | - アック先生 - じゃないほうのリスナー - 紫色のペンギン                                                                            |
| 6  | 2021年4月22日  | C;ON（栞音、杏実）             | 彪流(TAKERU)                                               | - 新しいキーボード - うどん - ゲストのインタビュー - メンテナンスの費用 - ゲーム、勝負に強いのは誰 - 格好の良い姿勢                                                                 | - Noisy/C;ON - Deja-Boo/ジョンヒョン - Bambi/BAEKHYUN                                                                         | - マポポ - はやくライブにいきたい - 歌詞を覚えるようなキャラじゃないリスナー                                                      |
| 7  | 2021年5月13日  | C;ON                           | 神薙ラビッツ（綺音/璃桜）                                  | - 自転車で転倒 - ゲストのインタビュー - 遠征で楽しみにしていること - 他に負けないグループの魅力                                                                                     | - 等身大ガール/C;ON - 七星幻舞/神薙ラビッツ - 天・地・人/神薙ラビッツ                                                         | - ミヤッチ - 逆から読んでも栞音さん推し                                                                                           |
| 8  | 2021年5月27日  | C;ON（栞音、聖奈、佳子）       | アイドル諜報機関LEVEL7                                     | - ゲストのインタビュー - 栞音、初めてスケジュールを忘れた | - Noisy/C;ON - Wild Fractal/アイドル諜報機関LEVEL7 - 僕らの背景/アイドル諜報機関LEVEL7                                        | - タカヤン - ナルホド - 6月19日と7月3日には一体どこで何が - ボーリング場の妖精                                                    |
| 9  | 2021年6月10日  | C;ON（栞音、愛佳、杏実）       | INFIY∞(インフィ)                                           | - 夏にやりたいこと - ゲストのインタビュー - ライブ前のルーティン - メンバー内の仲の良さ - アイス - 平均睡眠時間                                                                     | - 等身大ガール/C;ON - 星降る夜に/INFIY∞(インフィ) - カオス理論/INFIY∞(インフィ)                                               | - チョコバナナ - ミクチャマン - ラジオネームは失笑を買うくらいが丁度いい                                                          |
| 10 | 2021年6月24日  | C;ON                           | —                                                          | - マツエク - パーソナルカラー - 学校行事 - 使い捨てコップ - 誕生日 - メンバー内の目標設定 - CDリリース、注目ポイント、大変だったこと                                                | - LADY-MADE/C;ON - 等身大ガール/C;ON - イキルイミ/C;ON                                                                        | - アック先生 - ユダッチ |
| 11 | 2021年7月8日   | C;ON（栞音、聖奈、佳子）       | BANZAI JAPAN (安原めい / 笹川ささ / 藤崎しおり / 藤崎ふみ) | - 撮影 - ゲストのインタビュー | - into U./C;ON - ジャンピン!なっぷ!JAPAN!/BANZAI JAPAN - BANZAI FIGHTER/BANZAI JAPAN                                          | - ムンヒロ＠人参プリン - ナルホド2100                                                                                             |
| 12 | 2021年7月22日  | C;ON                           | —                                                          | - CDリリース - メンバーの素顔大公開 - リリースイベントで気付いたこと - ドラえもん                                                                                                   | - 等身大ガール/C;ON - MI AMOORE/C;ON - イキルイミ/C;ON                                                                        | - ナルホド2100 - 人生は挑戦だ |
| 13 | 2021年8月12日  | C;ON                           | —                                                          | - コートを買う - 栃木での演奏会 - 霊感が強い - ユニット活動の互いの印象 - 山手線ゲーム                                                                                              | - Noisy/C;ON - ボタン/かこしお - 虜/Vates.from C;ON                                                                           | - 匿名 - 匿名 |
| 14 | 2021年8月26日  | C;ON                           | 金刺敬大                                                   | - ゲストのインタビュー | - MI AMOORE/C;ON - 太鼓祭Paratodos - ジェームス・ボンド007のテーマ                                                            | - あっとジャム切らしちゃったよ土曜日までに買っといてくれブルーベリーのやつ - ウォーリア                                           |
| 15 | 2021年9月9日   | C;ON                           | たむたむ                                                   | - ゲストのインタビュー - ものまね | - 垂涎の的/C;ON - 『戦場のメリークリスマス』LUNA SEAがカバーしたら/たむたむ - 『白い雲のように』を氷室京介が歌ったら/たむたむ | - ケイコ - 赤リンゴ - アキオ |
| 16 | 2021年9月23日  | C;ON                           | ナコ（C;ON 元メンバー）                                    | - 杏実、佳子宅にお泊り - ゲストのインタビュー - C;ONの昔話 - 遠征の裏話 | - Bambina!!/C;ON - 等身大ガール/C;ON - Bambina!!/C;ON - Noisy/C;ON                                                            | - コツコツ頑張りたいコツユキ - シンエモン                                                                                         |
| 17 | 2021年10月14日 | C;ON（栞音、杏実）             | 柴田あいこ（われらがプワプワプーワプワ）                   | - 杏実、栞音宅にお泊り - ゲストのインタビュー - 全国都道府県ランキング | - 等身大ガール/C;ON - Galaxy/われらがプワプワプーワプワ - 夏の大錯覚系/われらがプワプワプーワプワ                             | - ナルホド2100 - ウォーリア |
| 18 | 2021年10月28日 | C;ON                           | —                                                          | - ワンマンライブの目標 - ハロウィンのコスプレ - なりたいキャラクター - 撮ってほしい写真                                                                                             | - LADY-MADE/C;ON - 等身大ガール/C;ON - MI AMOORE/C;ON                                                                         | - C;ONのライブに行きたい - ウォーリア - ジュン                                                                                    |
| 19 | 2021年11月11日 | C;ON                           | —                                                          | - C;ONの流行語大賞 - C;ONのWikipedia | - Noisy/C;ON - into U./C;ON - イキルイミ/C;ON                                                                                 | - 半ライス大盛 - ナルホド2100 |
| 20 | 2021年11月25日 | C;ON（栞音、聖奈、佳子）       | RAY                                                        | - ゲストのインタビュー - クリスマスの企画 - イラスト対決 | - アマリリス/C;ON - バタフライエフェクト/RAY - スライド/RAY                                                                   | - タケ - アック先生 - 冷静な塩対応をした過去                                                                                      |
| 21 | 2021年12月9日  | C;ON（栞音、愛佳）             | Finally（Juri/Rinka/Tina）                                 | - ゲストのインタビュー - サンタのプレゼント - 互いのグループの好きな楽曲 | - Noisy/C;ON - LADY-MADE/C;ON - Innocent War/Finally - Finally/Finally                                                        | - ジー - 匿名 - 匿名 |
| 22 | 2021年12月23日 | C;ON                           | —                                                          | - C;ONレコード大賞 - 聖奈の誕生日 - 活動の振り返り - 1000万円が当たったら | - 等身大ガール/C;ON - Noisy/C;ON - イキルイミ/C;ON                                                                            | - ユダッチ - ワンマンきてくれるかな、いいとも！                                                                                   |
| 23 | 2022年1月13日  | C;ON                           | —                                                          | - 年始の過ごし方 - メンバーしか知らないエピソード - C;ONで駅伝の走順 - ゲン担ぎ、ライブ前の円陣                                                                                     | - My yard/C;ON - Buzzer Beater/C;ON                                                                                           | - オカピー - ナルホド2022 - ウォーリア                                                                                            |
| 24 | 2022年2月10日  | C;ON                           | —                                                          | - ワンマンライブの振り返り - 雪のエピソード | - My yard/C;ON - 運命の扉/C;ON                                                                                                | - 晴れ男 |
| 25 | 2022年3月10日  | C;ON（栞音、聖奈、杏実）       | fleufleu                                                   | - ゲストのインタビュー - 聖奈、大学生同級生の印象 - 栞音、初恋の思い出 - 杏実、あまい思い出 - 春服                                                                                  | - Noisy/C;ON - 薔薇/fleufleu - SPICA/fleufleu                                                                                 | - 匿名 - サトちゃん - 匿名 |
| 26 | 2022年3月24日  | C;ON（愛佳、佳子）             | いちぜん！                                                 | - ゲストのインタビュー - この春はじめたい事 - 記憶に残っているファンの言葉 | - into U./C;ON - 君夏ハナビ/いちぜん！ - Take a dream/いちぜん！                                                              | - ウォーリア - 匿名 |
| 27 | 2022年5月12日  | C;ON                           | —                                                          | - 佳子、愛佳の誕生日 - Re:takeのCDリリース決定 - 新衣装 - 長期休暇があったらしたいこと                                                                                              | - 等身大ガール/C;ON - Re:take/C;ON - Noisy/C;ON                                                                               | - 匿名 - リリイベ皆勤中のアキオ                                                                                                   |
| 28 | 2022年5月26日  | C;ON                           | —                                                          | - MV撮影 - 新コーナーを企画 - カバーしたい曲 - アットジャム争奪戦の直前 | - Re:take/C;ON - Noisy/C;ON - Drowning in Love/C;ON                                                                           | - 土曜の福沢諭吉 - 菜の花バファローズ                                                                                             |
| 29 | 2022年6月9日   | C;ON                           | 宮本和幸                                                   | - アットジャム争奪戦の結果 - ゲストのインタビュー - ほくろ占い | - into U./C;ON - MI AMOORE/C;ON                                                                                               | なし |
| 30 | 2022年6月23日  | C;ON（栞音、佳子、杏実）       | —                                                          | - Re:takeのリリース - 栞音、杏実の誕生日 - あみまんじゅうの部屋 - C;ONに入ったきっかけ - ライブ前の楽屋での過ごし方 - お互いに感じるギャップは                                      | - Re:take/C;ON - impact/C;ON - Bon Bon Boooon!!/C;ON                                                                          | - マコト - ザユ - 匿名 |
| 31 | 2022年7月28日  | C;ON（栞音、聖奈）             | —                                                          | - 夏にしたいこと - 1分間褒め合う - 聖奈、栞音のカバー映像（ピンクレディ、Juice＝Juice）                                                                                             | - Bon Bon Boooon!!/C;ON - め組のひと/C;ON - Noisy/C;ON                                                                        | - ザユ - リョウ - せあしお推し - ナルホド2100                                                                                     |
| 32 | 2022年8月11日  | C;ON（佳子、杏実）             | ラストランプ                                               | - ゲストのインタビュー - ポンコツエピソード - nonfiction/C;ON - Antithetic/ラストランプ - カレンダー/ラストランプ                                                                   | - 匿名 - 匿名 | |
| 33 | 2022年8月25日  | C;ON                           | —                                                          | - この夏の思い出 - 新曲の振り付け - コーラとラーメンを禁止 | - 等身大ガール/C;ON - Bon Bon Boooon!!/C;ON - Noisy/C;ON                                                                      | - マサル - ユダッチ - あっとジャムきらしちゃったよ土曜日までに買っといてくれ今年はストロベリーだからね                            |
| 34 | 2022年9月8日   | C;ON（愛佳、杏実）             | —                                                          | - @JAM EXPO - 山手線ゲーム - 夏の思い出 - TikTokの撮影 - 変顔対決 | - Bon Bon Boooon!!/C;ON - 等身大ガール/C;ON - Buzzer Beater/C;ON                                                              | - ジー - ナルホドナルホドナルホドナ - 月見バーガー                                                                                |
| 35 | 2022年10月13日 | C;ON                           | —                                                          | - iPhone - ねこを飼う - ワンマンライブ大阪の振り返り - やりたい演出 | - 響け/C;ON - Bambina!!/C;ON - イキルイミ/C;ON                                                                                | - センセ - ウォーリア |
| 36 | 2022年10月27日 | C;ON（愛佳、聖奈）             | —                                                          | - アーティスト写真 - マネージャーの誕生日 - ジェネレーションギャップ - Vates. の結成秘話                                                                                            | - My yard/C;ON - め組のひと/C;ON - 虜/Vates.from C;ON                                                                         | - 干されセンセ - Vates.大好き |
| 37 | 2022年11月10日 | C;ON                           | —                                                          | - ファッション紹介 - C;ONのコール - ライトアップ日光ライブの振り返り - 家族のグループLINE - ポッキーゲーム                                                                          | - INVADER/C;ON - Buzzer Beater/C;ON - Bon Bon Boooon!!/C;ON                                                                   | - オオモリー - クウちゃん - 匿名 - アルプス公園                                                                                   |
| 38 | 2022年12月8日  | C;ON（愛佳、佳子、杏実）       | —                                                          | - 歯の矯正 - 楽器の値上がり - 杏実の幼少期 - C;ONレコード大賞の予想 - 学校の課題 - 確定申告 - 楽譜の整理                                                                            | - INVADER/C;ON - 等身大ガール/C;ON - MI AMOORE/C;ON                                                                           | - 匿名 - 匿名 |
| 39 | 2022年12月22日 | C;ON                           | —                                                          | - ファッション紹介 - 聖奈、誕生日 - 一年の振り返り - お勧めのプレゼント | - Masquerlady/C;ON - Re:take/C;ON - 等身大ガール/C;ON                                                                         | - センセ - オオモリー - マサル - バッハ - ヒデタク                                                                                |
| 40 | 2023年1月12日  | C;ON                           | —                                                          | - 新年の過ごし方 - お年玉 - 今年の目標 - 福袋 | - イキルイミ/C;ON - 等身大ガール/C;ON - Noisy/C;ON                                                                            | - たらればいいがち - ウォーリア                                                                                                   |
| 41 | 2023年2月9日   | C;ON（佳子、聖奈、杏実）       | —                                                          | - 同級生でライブ - 聖奈、ソロライブ - 成長したと思うこと - C;ONじゃなかったら - オーケストラ - 北関東と南関東                                                                       | - Bambina!!/C;ON - INVADER/C;ON - nonfiction/C;ON                                                                             | - 菜の花バファローズ - マッスー - ミッチー - ナルホド2100                                                                         |
| 42 | 2023年3月9日   | C;ON（佳子、聖奈、杏実）       | —                                                          | - アレルギー - 卒業式、学生時代の思い出 - 楽器あるある、楽器の魅力 - 春の曲 | - INVADER/C;ON - Buzzer Beater/C;ON - My yard/C;ON                                                                            | - センセ - C;ONだいすきアキオ - たらればいいがち                                                                                  |
| 43 | 2023年4月13日  | C;ON（栞音、聖奈）             | —                                                          | - 男性に生まれ変わったら - いい女の条件 - 愛猫 - ワンマンライブの情報 | - Re:take/C;ON - My yard/C;ON - Noisy/C;ON                                                                                    | - せあしおせあしお - センセ - ナルホド2100                                                                                        |
| 44 | 2023年4月27日  | C;ON                           | —                                                          | - 佳子、誕生日 - 7年前の自分に伝えたい事 - ワンマンライブを直前に控えて | - Re:take/C;ON - Buzzer Beater/C;ON - My yard/C;ON                                                                            | - オオモリー - ナルホド2100 - ワンマンまで待ちきれない                                                                            |
| 45 | 2023年5月11日  | C;ON（愛佳、佳子、杏実）       | —                                                          | - ワンマンライブの振り返り - 赤い新衣装 - 新曲の見どころ - 末っ子の得 | - My yard/C;ON - 響け/C;ON | - オオモリー - たられば言いがち - バッハ                                                                                          |
| 46 | 2023年5月25日  | C;ON                           | —                                                          | - 最終回、初回からの変化 - メンバーの声の特徴 - ラジオの思い出 - メンバーの変っているところ - ラジオで苦戦したこと - 見てほしい曲、こだわりポイント                                 | - 等身大ガール/C;ON - Re:take/C;ON - Bon Bon Boooon!!/C;ON                                                                    | - バッハ - アキオ - センセ - すごいジューシーなお母さんの唐揚げ - サトチャン - ヒデタク - 匿名 - ナルホド2100 - 紫隊 - オオモリー |